# Saint-Émile
Pour les articles homonymes, voir Saint Émile (homonymie).
Saint-Émile est un des 35 quartiers de la ville de Québec, et un des quatre qui sont situés dans l'arrondissement de la Haute-Saint-Charles. Son nom est celui de l'ancienne municipalité du même nom qui occupait avant 2002 le même territoire.

## Géographie
Le quartier est bien délimité des autres par le fait qu'il est entouré de boisés ainsi que par une ligne électrique et un golf au sud. Il est traversé du nord au sud par l'avenue Lapierre et d'est en ouest par la rue de la Faune. Le territoire est occupé par une banlieue résidentielle avec une forte prédominance de constructions unifamiliales.
Saint-Émile ne comporte aucune rivière ou lac notable. Le ruisseau de la Montagne Saint-Charles longe tout l'est du quartier. Le relief de Saint-Émile varie entre 110 m et 230 m, dominé par Le Rocher.

## Histoire
Le territoire de Saint-Émile faisait partie d'une concession faite à Robert Giffard en 1647 en agrandissement des terres qu'il possédait déjà. Plus tard la même année, il remet ces terres aux religieuses de l'Hôtel-Dieu de Québec en guise de dot pour sa fille qui entrait comme novice chez les Augustines de l'Hôtel-Dieu. Celles-ci donnèrent le nom de seigneurie Saint-Ignace à leur nouveau domaine, mais n'y installèrent pas d'habitants au départ, par crainte des Iroquois. En 1662 une route appelée Saint-Romain est ouverte, et un village du même nom est formé. Il fait partie de la paroisse de Charlesbourg. En 1794, la paroisse Saint-Ambroise est fondée à la Jeune-Lorette (l'actuelle Loretteville) et Saint-Romain, situé au nord-est, en fait partie de même que le village de Saint-Ignace (situé sur l'actuelle rue de la Faune). En 1904 le nom actuel apparaît pour la première fois, avec l'ouverture d'un bureau de poste appelé Saint-Émile-de-Québec. La paroisse a été érigée le 14 août 1925 sous le vocable de saint Émile (rappelant Émile de Carthage, martyr vers 250).

## Administration

### Liste des maires de Saint-Émile
La municipalité a été fondée en 1929. Voici les maires qui ont occupé les fonctions de premier élu jusqu'en 2002 :
- 1929-1934 : Joseph Auclair
- 1934-1937 : Ismaël Lafond
- 1937-1941 : Elzéar Villeneuve
- 1941-1942 : Alfred Cloutier  : (décédé en fonction)
- 1942-1943 :  Joseph Beaulieu  : (pro-maire)
- 1943-1945 :  Eugène Cloutier
- 1945-1951 :  Ernest Lafond
- 1951-1953 ; Elzéar Villeneuve : (deuxième mandat)
- 1953-1955 : Métivio Auclair
- 1955-1959 : Ernest Lafond : (deuxième mandat)
- 1959-1983 (22 février) : René Lafond : (décédé en fonction)
- 1983-31/12/2001 : Renaud Auclair : (petit-fils du premier maire)

En 2000 sa population atteignait 10 694 habitants. Lors des réorganisations municipales québécoises de 2002, Saint-Émile fut fusionnée à Québec et incluse dans l'arrondissement de La Haute-Saint-Charles.

### Hommages toponymiques
- La rue Alfred Cloutier a été nommée en l'honneur maire Cloutier en 2011, dans la ville de Québec.
- La rue Lafond a été nommée en l'honneur du maire René Lafond, vers 1969, dans la ville de Saint-Émile, maintenant présente dans la ville de Québec.
- La rue René-Lafond a été nommée en l'honneur de ce maire, en 2006, dans la ville de Québec.
- La rue Elzéar-Villeneuve a été nommée en l'honneur du maire Villeneuve vers 1950 dans la ville de Saint-Émile, maintenant présente dans la ville de Québec.
- La rue de la Miséricorde portait, autrefois, le nom de rue Auclair en l'honneur du maire Joseph Auclair entre 1950 et 2006 dans les villes de Saint-Émile et de Québec.

#### Anciens hommages toponymiques
La rue de la Miséricorde portait, auparavant, le nom de rue Auclair en l'honneur du premier maire de Saint-Émile, Joseph Auclair. Elle porta ce nom de rue des années 1950 à 2006.

## Armoiries
- Le fond rouge représente le sang et le courage des fondateurs et des citoyens de Saint-Émile.
- Le loup au naturel, debout, représente les armoiries de saint Ignace de Loyo-la, pour honorer Sœur Saint-Ignace (Françoise Giffard) qui reçut en dot de son père, Sieur le docteur Robert Giffard, à son entrée chez les Augustines de l'Hôtel-Dieu de Québec, les terres qui devinrent la Seigneurie Saint-Ignace dont une partie constitue aujourd'hui le territoire de la ville de Saint-Émile. Françoise Giffard fut la première canadienne à se faire religieuse. La première Supérieure de l'Hôtel-Dieu portait aussi le nom de mère Marie de Saint-Ignace. Debout, le loup rappelle la vigilance.
- Les flammes d'or évoquent le patron de la ville, saint Émile qui avec son compagnon Caste, subit le martyre du feu en Afrique en l'an 210. Le nom patro-nal du curé fondateur était Émile (1925-1940).
- Les muguets d'argent : la fleur du mois de mai, mois de la fête de saint Émile que la liturgie fête le 22 mai.
- La montagne d'or en pointe de l'écu nous montre la montagne de l'endroit. La route : celle qui traverse entièrement cette montagne.
- La devise « Fraternité réunit » est inspirée par le thème du 50e anniversaire de la fondation de Saint-Émile célébré en 1975 : « Faire naître un lien de fraternité entre nous tous ».

Référence : Armorial des municipalités du Québec (page 12)

## Portrait du quartier

### Artères principales
- Avenue Lapierre
- Rue de la Faune
- Rue Vézina

### Parcs, espaces verts et loisirs
- Parc Réal Cloutier
- Parc de la Grande-Oasis
- Parc de la Petite-Oasis
- Parc Roy
- Parc de la Colline
- Parc de la Joie de vivre
- Terrain de jeu synthétique (école L'Accueil)
- Centre communautaire Saint-Émile
- Parc du millénaire
- Parc du vignoble
- Parc des quatres-vents

### Édifices religieux
- Église Saint-Émile[4]
  - Cette église a été bâtie en 1926-27, peu de temps après l'érection canonique de la paroisse. Elle est d'une longueur de 111 pieds par 50 pieds de largeur. L'architecte Émile-Georges Rousseau (1888-1973) signa les plans de l'église en septembre 1925. L'édifice est relativement simple, de plan rectangulaire à chevet plat et pourvu d'une tour-clocher centrale très en saillie sur la façade principale. Elle épouse la forme typique de la petite église rurale, mais tire son originalité de la présence de bas-côtés agrémentés de contreforts stylisés et surmontés de fenêtres hautes, qui occupent une section lambrissée de bandeaux d'amiante.
  - Le contrat de construction fut accordé à M. Ernest Verret. À l'origine, l'intérieur était fini en plâtre et en pin de Colombie peinturé en blanc. Les paroissiens et paroissiennes rivalisèrent de zèle pour la meubler et l'orner car le confessionnal, les statues, les ornements en drap d'or, les lustres, les candélabres, les tapis et les bouquets furent tous des dons des paroissiens.
  - Le clocher présente une hauteur de 110 pieds. Il abrite trois cloches provenant de chez Paccard, célèbre fonderie de cloches d'Annecy-le-Vieux en Haute-Savoie. Elles sont d'un poids total de 2 800 livres et donnent respectivement les notes de sol dièse, la dièse et do. Les deux plus petites furent bénites en juillet 1928 alors que la plus grosse le fut le 28 juillet 1929. Celle-ci pesant à elle seule 1 300 livres. Elle porte les inscriptions : Jésus - S. S. Pie XI, pape - S. E. R. M. Rouleau, cardinal - S. G. Mgr O. Plante, auxiliaire - Révérend M. Émile Bédard, curé de St-Émile, A. D., 1928. Ces cloches comportent les effigies suivantes : Le Christ, le Pape, Mgr Rouleau, le Sacré-Cœur de Jésus.
  - L'intérieur de l'église de Saint-Émile et son évolution n'ont guère laissé de traces documentaires. Toutefois, des photographies prises lors de l'inauguration du lieu de culte montrent un intérieur sobre et dépouillé, et ce, dans l'esprit même du projet architectural. À l'origine, les travées de la nef étaient marquées d'arcs surbaissés avec des moulures d'esprit dorique. Le chœur possédait tout le mobilier habituel (chaire, maître-autel, stalles et table de communion). C'est en 1944 que Émile-Georges Rousseau et Étienne Bégin travaillent au parachèvement intérieur, qui comprend la pose de carton-fibre.
  - En 1968, conformément aux recommandations de Vatican II, le décor intérieur de l'église est transformé pour adopter un aspect dépouillé, résolument moderne, selon un concept dont l'auteur demeure inconnu. Ainsi, de nouveaux bancs font place aux anciens, la fine mouluration des piliers de la nef disparaît, le mobilier du chœur adapté à l'ancienne liturgie est retiré, de grands panneaux de lattes de bois reprenant la forme des arcs surbaissés de la nef sont confectionnés en guise de retables et du papier peint est installé à quelques endroits. C'est à cette période que je jubé fut condamné.
  - En 1980, d'autres changements sont apportés à l'église de Saint-Émile. L'architecte Paul Béland (1917-1987) qui doit procéder à l'isolation de la voûte propose un nouveau décor qui donna au lieu de culte son aspect actuel. La voûte est refaçonnée et revêtue d'aluminium émaillé tout comme les voûtes des bas-côtés; les arcs de la nef ont un nouveau profit cintré et les anciens pilastres font place à des colonnes recouvertes de céramique; le revers de façade est traité de manière à dissimuler le jubé condamné et les confessionnaux tout comme l'entrée sont entourés de boiseries. Paul Béland conçoit aussi la structure ouvragée en bois, laquelle est réalisée par Alexandre Pageau, exposant en son centre une statue de Saint-Émile. Des lattes de bois à mi-hauteur et un corpus ornent désormais le sanctuaire. Le Christ en croix a été spécialement commandé aux ateliers de Médard Bourgault lors de cette rénovation alors que deux personnages ont été acquis à une date ultérieure. L'ancien chemin de croix peint a été réinstallé à la demande du curé de l'époque; il porte l'inscription L. M. qui correspond probablement aux initiales de Luigi Morgari. Enfin, un tableau non signé représentant une Vierge à l'Enfant est visible dans le chœur.
  - Le site religieux de la paroisse de Saint-Émile comprend un cimetière établi en 1927.
  - Le presbytère construit en 1927 fut détruit en 2015.

### Commerces et entreprises

#### Institutions financières
- Caisse populaire Desjardins Des Rivières de Québec

### Lieux d'enseignement
- Commission scolaire de la Capitale
  - École primaire de l’Accueil
  - École primaire du Beau-Séjour
  - École primaire du Vignoble
  - École primaire L'Étoile du nord (2021)

## Démographie
Lors du recensement de 2016, le portrait démographique du quartier était le suivant :
- sa population représentait 18,3 % de celle de l'arrondissement et 2,9 % de celle de la ville.
- l'âge moyen était de 36,1 ans tandis que celui à l'échelle de la ville était de 43,2 ans.
- 82,3 % des habitants étaient propriétaires et 17,7 % locataires.
- Taux d'activité de 77,7 % et taux de chômage de 3,7 %.
- Revenu moyen brut des 15 ans et plus : 47 120 $.

| 1966  | 1971  | 1981  | 1986  | 1996  | 2006   | 2011   | 2016   | 2021   |
| ----- | ----- | ----- | ----- | ----- | ------ | ------ | ------ | ------ |
| 2 104 | 2 645 | 5 216 | 5 521 | 9 885 | 12 395 | 14 265 | 15 640 | 16 525 |